# José Manuel Martínez
José Manuel ("Chema") Martínez Fernández (* 22. října 1971, Madrid) je španělský atlet, běžec, který se věnuje dlouhým tratím. V roce 2002 se stal v Mnichově mistrem Evropy v běhu na 10 000 metrů.
Dvakrát reprezentoval Španělsko na letních olympijských hrách. V roce 2004 na olympiádě v Athénách doběhl na desetikilometrové trati na devátém místě. O čtyři roky později v Pekingu absolvoval maraton, který dokončil v čase 2.14:00 na šestnáctém místě.
Úspěchy zaznamenal také na Středomořských hrách, kde vybojoval bronzovou (Almería 2005) a stříbrnou medaili (Pescara 2009) v půlmaratonu.